# Marla Streb
Marla Streb, née le 24 juin 1965 à Los Osos en Californie, est une coureuse cycliste américaine. Spécialisée en VTT de descente, elle est médaillée de bronze du championnat du monde de descente en 2000, championne des États-Unis de cette discipline en 2003 et 2004 et médaillée d'or aux XGames en 1999. Elle a également remporté le championnat du monde (sv) de singlespeed en 1999 et 2005. En 2013, elle est inscrite au Mountain Bike Hall of Fame.

## Palmarès

### Championnats du monde
- Sierra Nevada 2000
  -  Médaillée de bronze de la descente

### Coupe du monde
- Coupe du monde de descente
  - 10e en 1996
  - 7e en 1997
  - 7e en 1998
  - 6e en 1999
  - 6e en 2000
  - 9e en 2001
  - 4e en 2003 (vainqueur d'une manche)

### Championnats nationaux
- Championne des États-Unis de descente en 2003, 2004